# Ulrich Schreck
Ulrich Rainer Schreck (ur. 11 marca 1962 w Tauberbischofsheim) – niemiecki szermierz, florecista, dwukrotny medalista olimpijski i czterokrotny medalista mistrzostw świata. 
Na igrzyskach olimpijskich w Seulu w 1988 roku wspólnie z Mathiasem Geyem, Thorstenem Weidnerem, Matthiasem Behrem i Thomasem Endresem zdobył drużynowo srebrny medal. W rywalizacji indywidualnej zajął czwarte miejsce, przegrywając walkę o podium z Aleksandrem Romankowem z ZSRR 8:10. Brał również udział w igrzyskach olimpijskich w Barcelonie w 1992 roku, gdzie reprezentacja zjednoczonych już Niemiec w składzie: Udo Wagner, Ulrich Schreck, Thorsten Weidner, Alexander Koch i Ingo Weißenborn zwyciężyła w zawodach drużynowych. Indywidualnie zajął tam osiemnaste miejsce.
Podczas mistrzostw świata w Barcelonie w 1985 roku wspólnie z Haraldem Heinem, Matthiasem Behrem, Klausem Reichertem i Thorstenem Weidnerem zdobył srebrny medal w zawodach drużynowych. W tej samej konkurencji zdobywał następnie złoty medal na mistrzostwach świata w Lozannie (1987) oraz srebrne podczas mistrzostw świata w Sofii (1986) i mistrzostw świata w Budapeszcie (1991).
Po zakończeniu kariery pracował jako trener.
Jego żona, Monika Weber, także była medalistką olimpijską.

## Starty olimpijskie (medale)
Seul 1988
- floret drużynowo –  srebro

Barcelona 1992
- floret drużynowo –  złoto